# Селведин Авдић
Селведин Авдић (Зеница, 1969) босанскохерцеговачки је писац. Роман-првенац му је Седам страхова (2010), који широко прихваћен и који је на енглески (енгл. Seven Terrors) превела Корал Петкович. Објавио је и још неколико књига, међу којима се издваја кратка збирка прича под насловом Подстанари и други фантоми, као и театрализована биографија његовог родног града Зенице насловљена Моја фабрика. Његов скорашњи роман Кап весеља треба да има и енглеско издање (енгл. A Drop of Joy). Авдић са још једним уредником води онлајн магазин Журнал.